# Liste der Naturdenkmale in Roetgen

Naturdenkmalzeichen

Die Liste der Naturdenkmale in Roetgen listet sämtliche Naturdenkmale des Gemeinde Roetgen auf.
Ein Naturdenkmal ist ein natürlich entstandenes Landschaftselement, das unter Naturschutz gestellt ist. Es kann ein einzeln stehendes oder vorkommendes Gebilde wie eine Felsnadel oder ein einzeln stehender Baum sein, undefinierten Umfangs wie eine Höhle oder auch ein Gebiet oder Gebilde mit einer beschränkten Fläche und einer klaren Abgrenzung von seiner Umgebung wie ein Felsengarten oder eine Wiese; letztere werden als flächenhaftes Naturdenkmal oder Flächennaturdenkmal bezeichnet.

## Naturdenkmale in Roetgen
| Denkmal-Nummer | Ort / Lage                                                                      | Bezeichnung des ND                             | Anzahl | Art          | Eingetragen seit | Schutzgrund | Beschreibung | Bild                                    |
| -------------- | ------------------------------------------------------------------------------- | ---------------------------------------------- | ------ | ------------ | ---------------- | ----------- | --- | --------------------------------------- |
| 18             | Roetgen-Rott auf dem Grundstück Lambertzweg 9 Karte                             | 3 Eichen                                       | 3      | Stieleiche   | 08.11.1973       |             | | BW                                      |
| 36             | Roetgen-Rott                                                                    | 1 Blutbuche (Fagus sylvatica var. Atropunicea) | 1      | Blutbuche    |                  |             | | Direkt Bild zu diesem Denkmal hochladen |
| 39             | Roetgen-Rott im Garten des Wohnhauses Kalfstraße 28, Roetgen Karte              | 1 Münsterbirne (Pyrus „Münsterbirne“)          | 1      | Münsterbirne |                  |             | | BW                                      |
| LP IV, 2.3-6   | Roetgen zwischen der B 238 und dem Ende der Straße „Zum genagelten Stein“ Karte | Felsengebilde Genagelter Stein                 |        |              | 16.06.1958       |             | Quarzitstein aus dem Kambrium, diente viele Jahrhunderte als Grenzstein dreier verschiedener Hoheitsgebiete, weswegen er einst mit drei Nägeln markiert war | mehr Fotos \| Fotos hochladen           |
| LP IV, 2.3-7   | Roetgen Rackesch, Gemeindewald Roetgen, Abteilung 40 Karte                      |                                                |        |              | 16.06.1958       |             | Mehr als ein Dutzend sehr alter markanter Buchen und Eichen, anfangs teils solitär gewachsen, jetzt Teil des Waldverbundes                                  | mehr Fotos \| Fotos hochladen           |
| LP IV, 2.3-8   | Roetgen (Koordinaten ungenau!) Karte                                            | Vennrelikt östlich Rote Kouhl                  |        |              |                  |             | | BW                                      |
| LP IV, 2.3-9   | Roetgen Platte Eiche, Gemeindewald Roetgen, Abteilung 35 Karte                  |                                                |        |              | 16.06.1958       |             | | BW                                      |
| LP IV, 2.3-10  | Roetgen (Koordinaten ungenau!) Karte                                            | Vennrelikt am Birkhahnskopf                    |        |              |                  |             | | BW                                      |
| LP IV, 2.3-11  | Roetgen (Koordinaten ungenau!) Karte                                            | Vennrelikt am Birkhahnsweg                     |        |              |                  |             | | BW                                      |
| LP IV, 2.3-12  | Roetgen-Rott Karte                                                              | Eiche im Schnickevenn                          | 1      | Eiche        |                  |             | | BW                                      |
| 49             | Roetgen Karte                                                                   | Winterlinde                                    | 1      | Linde        | 16.06.1958       |             | Aufgeführt im Erläuterungsbericht zum Flächennutzungsplan 2005 der Gemeinde Roetgen unter Nr. 49, dort als „Sommerlinde“ deklariert.                        | mehr Fotos \| Fotos hochladen           |